# RAND Corporation
RAND Corporation (sammentrækning af Research ANd Development) er en amerikansk tænketank, der blev grundlagt af flyfabrikken Douglas Aircraft Company i 1946.
Oprindeligt var formålet med tænketanken at udarbejde forskning og analyser for USA's forsvar, men i dag arbejder tænketanken bredere med videnskab og uddannelse. Målet er at bidrage til at øge velfærd og sikkerhed i USA. I dag er tænketanken delvist offentligt finansieret, men modtager også bidrag fra virksomheder, universiteter og private. Siden 1948 har tænketanken været uafhængig af Douglas.